# Claude Jacquemart
Pour les articles homonymes, voir Jacquemart (homonymie).
Claude Jacquemart est un journaliste français, né le 2 mars 1936 à Sedan et décédé le 5 mars 2016 à Nieul-sur-Mer (Charente-Maritime).

## Biographie
Fils du journaliste Noël Jacquemart, fondateur de L’Écho de la presse et de la publicité, il fait ses études à l'Institut d'études politiques de Paris, d'où il sort diplômé en 1957. Sous les drapeaux la même année pour la guerre d'Algérie, il s'engage ensuite dans la Légion étrangère, où il fut sous-lieutenant ; il a fait ses classes au 2e RTA à Mostaganem et ensuite les EOR à Cherchell. Il quitte l'armée en 1959, pour entrer au journal satirique Le Charivari.
Claude Jacquemart fut alors proche de milieux de droite hostiles au général de Gaulle, notamment de l'OAS. Recherché par la police, il doit s'exiler en Belgique à partir de 1962. Il est revenu en France dans les années 1970, pour travailler au Charivari ou à Magazine hebdo, dont il a été le rédacteur en chef. Il contribue depuis au Figaro, à Valeurs actuelles, et au Spectacle du Monde.
Père de Alain (né en 1961) et de Jean-François (né en 1969).

## Ouvrages
- La Nouvelle Douane européenne, Paris, Jupiter, 1971 (BNF 35298411)
- Chelia, duel dans l'Aurès, Presses de la Cité, 1987